# Semiconductor Equipment and Materials International
Semiconductor Equipment and Materials International (SEMI) is een internationale handelsorganisatie van fabrikanten van apparatuur en materiaal gebruikt bij de fabricage van halfgeleiderapparaten zoals geïntegreerde schakelingen, transistors, diodes en thyristors. SEMI speelt onder andere een rol bij het tot stand komen van industriestandaarden en de plannen van de branche op lange termijn.